# Wimbledon Championships 2005
Die 119. Wimbledon Championships fanden vom 20. Juni bis zum 3. Juli in London, Großbritannien statt. Ausrichter war der All England Lawn Tennis and Croquet Club.
Es nahmen in der Hauptrunde jeweils 128 Herren und Damen an den Einzelwettbewerben bzw. jeweils 64 Paare an den Doppelbewerben teil.

## Herreneinzel
Setzliste
| Nr. | Spieler            | Erreichte Runde |
| --- | ------------------ | --------------- |
| 01. | Roger Federer      | Sieg            |
| 02. | Andy Roddick       | Finale          |
| 03. | Lleyton Hewitt     | Halbfinale      |
| 04. | Rafael Nadal       | 2. Runde        |
| 05. | Marat Safin        | 3. Runde        |
| 06. | Tim Henman         | 2. Runde        |
| 07. | Guillermo Cañas    | Rückzug         |
| 08. | Nikolai Dawydenko  | 2. Runde        |
| 09. | Sébastien Grosjean | Viertelfinale   |
| 10. | Mario Ančić        | Achtelfinale    |
| 11. | Joachim Johansson  | 3. Runde        |
| 12. | Thomas Johansson   | Halbfinale      |
| 13. | Tommy Robredo      | 1. Runde        |
| 14. | Radek Štěpánek     | 2. Runde        |
| 15. | Guillermo Coria    | Achtelfinale    |
| 16. | Mariano Puerta     | 1. Runde        |
| 17. | David Ferrer       | 1. Runde        |

| Nr. | Spieler             | Erreichte Runde |
| --- | ------------------- | --------------- |
| 18. | David Nalbandian    | Viertelfinale   |
| 19. | Tommy Haas          | 1. Runde        |
| 20. | Ivan Ljubičić       | 1. Runde        |
| 21. | Fernando González   | Viertelfinale   |
| 22. | Dominik Hrbatý      | 2. Runde        |
| 23. | Juan Carlos Ferrero | Achtelfinale    |
| 24. | Taylor Dent         | Achtelfinale    |
| 25. | Nicolas Kiefer      | 3. Runde        |
| 26. | Feliciano López     | Viertelfinale   |
| 27. | Richard Gasquet     | Achtelfinale    |
| 28. | Jiří Novák          | 3. Runde        |
| 29. | Nicolás Massú       | 2. Runde        |
| 30. | Robin Söderling     | 1. Runde        |
| 31. | Michail Juschny     | Achtelfinale    |
| 32. | Filippo Volandri    | 1. Runde        |
| 33. | Olivier Rochus      | 2. Runde        |

## Dameneinzel
Setzliste
| Nr. | Spielerin              | Erreichte Runde |
| --- | ---------------------- | --------------- |
| 01. | Lindsay Davenport      | Finale          |
| 02. | Marija Scharapowa      | Halbfinale      |
| 03. | Amélie Mauresmo        | Halbfinale      |
| 04. | Serena Williams        | 3. Runde        |
| 05. | Swetlana Kusnezowa     | Viertelfinale   |
| 06. | Jelena Dementjewa      | Achtelfinale    |
| 07. | Justine Henin-Hardenne | 1. Runde        |
| 08. | Nadja Petrowa          | Viertelfinale   |
| 09. | Anastassija Myskina    | Viertelfinale   |
| 10. | Patty Schnyder         | 1. Runde        |
| 11. | Wera Swonarjowa        | 2. Runde        |
| 12. | Mary Pierce            | Viertelfinale   |
| 13. | Jelena Lichowzewa      | Achtelfinale    |
| 14. | Venus Williams         | Sieg            |
| 15. | Kim Clijsters          | Achtelfinale    |
| 16. | Nathalie Dechy         | Achtelfinale    |

| Nr. | Spielerin               | Erreichte Runde |
| --- | ----------------------- | --------------- |
| 17. | Jelena Janković         | 3. Runde        |
| 18. | Tatiana Golovin         | 1. Runde        |
| 19. | Ana Ivanović            | 3. Runde        |
| 20. | Daniela Hantuchová      | 3. Runde        |
| 21. | Francesca Schiavone     | 1. Runde        |
| 22. | Silvia Farina Elia      | 3. Runde        |
| 23. | Ai Sugiyama             | 1. Runde        |
| 24. | Shinobu Asagoe          | 1. Runde        |
| 25. | Karolina Sprem          | 1. Runde        |
| 26. | Flavia Pennetta         | Achtelfinale    |
| 27. | Nicole Vaidišová        | 3. Runde        |
| 28. | Amy Frazier             | 1. Runde        |
| 29. | Marion Bartoli          | 2. Runde        |
| 30. | Dinara Safina           | 3. Runde        |
| 31. | Anabel Medina Garrigues | 1. Runde        |
| 32. | Virginie Razzano        | 2. Runde        |

## Herrendoppel
Setzliste
| Nr. | Paarung                         | Erreichte Runde |
| --- | ------------------------------- | --------------- |
| 01. | Jonas Björkman Maks Mirny       | Halbfinale      |
| 02. | Bob Bryan Mike Bryan            | Finale          |
| 03. | Mark Knowles Michaël Llodra     | Viertelfinale   |
| 04. | Wayne Black Kevin Ullyett       | Halbfinale      |
| 05. | Leander Paes Nenad Zimonjić     | Viertelfinale   |
| 06. | Mahesh Bhupathi Todd Woodbridge | 2. Runde        |
| 07. | Wayne Arthurs Paul Hanley       | 1. Runde        |
| 08. | Simon Aspelin Todd Perry        | 1. Runde        |

| Nr. | Paarung                         | Erreichte Runde |
| --- | ------------------------------- | --------------- |
| 09. | František Čermák Leoš Friedl    | Achtelfinale    |
| 10. | Martin Damm Mariano Hood        | 2. Runde        |
| 11. | Cyril Suk Pavel Vízner          | Achtelfinale    |
| 12. | Fernando González Nicolás Massú | 2. Runde        |
| 13. | Julian Knowle Jürgen Melzer     | Achtelfinale    |
| 14. | Gastón Etlis Martín Rodríguez   | Achtelfinale    |
| 15. | Jonathan Erlich Andy Ram        | Achtelfinale    |
| 16. | Yves Allegro Michael Kohlmann   | 1. Runde        |

## Damendoppel
Setzliste
| Nr. | Paarung                                 | Erreichte Runde |
| --- | --------------------------------------- | --------------- |
| 01. | Virginia Ruano Pascual Paola Suárez     | Rückzug         |
| 02. | Cara Black Liezel Huber                 | Sieg            |
| 03. | Lisa Raymond Rennae Stubbs              | 1. Runde        |
| 04. | Nadja Petrowa Meghann Shaughnessy       | Viertelfinale   |
| 05. | Jelena Lichowzewa Wera Swonarjowa       | Viertelfinale   |
| 06. | Janette Husárová Conchita Martínez      | 2. Runde        |
| 07. | Daniela Hantuchová Ai Sugiyama          | Viertelfinale   |
| 08. | Anna-Lena Grönefeld Martina Navratilova | Halbfinale      |

| Nr. | Paarung                                 | Erreichte Runde |
| --- | --------------------------------------- | --------------- |
| 09. | Anabel Medina Garrigues Dinara Safina   | 2. Runde        |
| 10. | Shinobu Asagoe Katarina Srebotnik       | 2. Runde        |
| 11. | Bryanne Stewart Samantha Stosur         | Halbfinale      |
| 12. | Lindsay Davenport Corina Morariu        | 2. Runde        |
| 13. | Gisela Dulko María Vento-Kabchi         | 1. Runde        |
| 14. | Eleni Daniilidou Nicole Pratt           | 2. Runde        |
| 15. | Émilie Loit Barbora Strýcová            | 2. Runde        |
| 16. | Gabriela Navrátilová Michaela Paštiková | 2. Runde        |

## Mixed
Setzliste
| Nr. | Paarung                         | Erreichte Runde |
| --- | ------------------------------- | --------------- |
| 01. | Bob Bryan Rennae Stubbs         | 2. Runde        |
| 02. | Wayne Black Cara Black          | 2. Runde        |
| 03. | Jonas Björkman Lisa Raymond     | Halbfinale      |
| 04. | Kevin Ullyett Liezel Huber      | Halbfinale      |
| 05. | Mike Bryan Martina Navratilova  | Viertelfinale   |
| 06. | Todd Woodbridge Samantha Stosur | Viertelfinale   |
| 07. | Leoš Friedl Janette Husárová    | Achtelfinale    |
| 08. | Mark Knowles Venus Williams     | Achtelfinale    |

| Nr. | Paarung                           | Erreichte Runde |
| --- | --------------------------------- | --------------- |
| 09. | Pavel Vízner Nicole Pratt         | 2. Runde        |
| 10. | Nenad Zimonjić Katarina Srebotnik | Achtelfinale    |
| 11. | Jared Palmer Corina Morariu       | 2. Runde        |
| 12. | Olivier Rochus Kim Clijsters      | Viertelfinale   |
| 13. | Julian Knowle Anna-Lena Grönefeld | Achtelfinale    |
| 14. | Dominik Hrbatý Jelena Lichowzewa  | Achtelfinale    |
| 15. | Martin Damm Květa Peschke         | 2. Runde        |
| 16. | Andy Ram Conchita Martínez        | Achtelfinale    |